# Alexander H. Buell

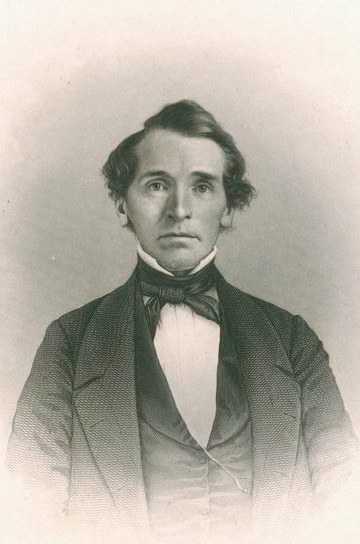
Alexander H. Buell

Alexander Hamilton Buell (* 14. Juli 1801 in Fairfield, New York; † 29. Januar 1853 in Washington, D.C.) war ein US-amerikanischer Politiker. Zwischen 1851 und 1853 vertrat er den Bundesstaat New York im US-Repräsentantenhaus.

## Werdegang
Alexander Hamilton Buell wurde Anfang des 19. Jahrhunderts in Fairfield im Herkimer County geboren. Er besuchte Bezirksschulen und die Fairfield Academy. Danach ging er kaufmännischen Geschäften in Fairfield nach, betrieb aber hauptsächlich Gemischtwarenläden (general stores) in anderen Städten. 1845 saß er in der New York State Assembly. Politisch gehörte er der Demokratischen Partei an.
Bei den Kongresswahlen des Jahres 1850 für den 32. Kongress wurde Buell im 17. Wahlbezirk von New York in das US-Repräsentantenhaus in Washington, D.C. gewählt, wo er am 4. März 1851 die Nachfolge von Henry P. Alexander antrat. Er starb allerdings vor dem Ende seiner Amtszeit am 29. Januar 1853 in Washington D.C. Sein Leichnam wurde auf dem Episcopal Cemetery in Fairfield beigesetzt.

## Ehrungen
Ein Kenotaph wurde ihm zu Ehren auf dem Congressional Cemetery aufgestellt.